# Lorenzo Mora
Lorenzo Mora (* 30. September 1998 in Carpi) ist ein italienischer Schwimmer. Bei Weltmeisterschaften erhielt er bis 2023 zwei Goldmedaillen, drei Silbermedaillen und fünf Bronzemedaillen auf der 25-Meter-Bahn. Bei Europameisterschaften erschwamm er viermal Gold, einmal Silber und zweimal Bronze auf der 25-Meter-Bahn.

## Sportliche Karriere
Lorenzo Mora schwamm ab 2016 für Fiamme Rossi, den Sportverein der Feuerwehr in Italien. 2019 schloss er sich dem Nuoto Club Azzurra 1991 in Bologna an. Er gewann zehn italienische Meistertitel im Rückenschwimmen.

### Die Jahre bis zur Kurzbahn-WM 2021
Die Junioreneuropameisterschaften 2015 wurden im Rahmen der Europaspiele 2015 in Baku ausgetragen. Mora trat über alle drei Rückendistanzen an, erreichte aber kein Finale. Bei den Kurzbahneuropameisterschaften 2015 wiederholte sich das genauso wie bei den Junioreneuropameisterschaften 2016 und den Kurzbahneuropameisterschaften 2017.
Erst bei den Kurzbahneuropameisterschaften 2019 in Glasgow schwamm Mora erstmals in einen internationalen Endlauf. Er wurde Siebter über 200 Meter Rücken und Achter über 100 Meter Rücken. Am Schlusstag belegte die 4-mal-50-Meter-Lagenstaffel den vierten Platz, wobei Mora hier nur im Vorlauf dabei war.
Wegen der COVID-19-Pandemie wurden 2020 keine internationalen Meisterschaften ausgetragen. Im Mai 2021 fanden die Europameisterschaften in Budapest statt. Mora schied über 200 Meter Rücken als 12. im Halbfinale aus. Im November bei den Kurzbahneuropameisterschaften 2021 in Kasan wurde Mora Sechster über 50 Meter Rücken. Die 4-mal-50-Meter-Lagenstaffel mit Lorenzo Mora, Federico Poggio, Thomas Ceccon und Leonardo Deplano erreichte das Finale mit der zweitschnellsten Vorlaufzeit. Im Finale siegten Michele Lamberti, Nicolò Martinenghi, Marco Orsi und Lorenzo Zazzeri und stellte dabei in 1:30,14 Minuten einen neuen Weltrekord auf. Alle acht beteiligten Italiener erhielten eine Goldmedaille. Über 100 Meter Rücken schlug Mora als Sechster an. Schließlich siegte über 200 Meter Rücken der Pole Radosław Kawęcki mit über einer Sekunde Vorsprung vor Mora, der seinerseits eine halbe Sekunde vor Michele Lamberti am Ziel war.
Einen Monat später fanden in Abu Dhabi die Kurzbahnweltmeisterschaften 2021 statt. Die 4-mal-50-Meter-Mixed-Lagenstaffel schwamm im Vorlauf mit Michele Lamberti, Benedetta Pilato, Silvia Di Pietro und Leonardo Deplano. Im Finale siegte das Quartett aus den Niederlanden vor dem aus den Vereinigten Staaten. Lorenzo Mora, Nicolò Martinenghi, Elena Di Liddo und Silvia Di Pietro wurden mit einer Viertelsekunde Rückstand auf die US-Staffel Dritte vor der russischen Mannschaft. Bei seinen Einzelstarts wurde Mora Achter über 100 Meter Rücken und Vierter über 200 Meter Rücken. Über 50 Meter Rücken siegte der Russe Kliment Kolesnikow mit 0,24 Sekunden Vorsprung vor dem Deutschen Christian Diener und Lorenzo Mora, die zeitgleich Zweite wurden. Die nächsten vier Schwimmer erreichten das Ziel binnen 0,09 Sekunden. In der 4-mal-50-Meter-Lagenstaffel schwammen im Vorlauf Lorenzo Mora, Nicolò Martinenghi, Michele Lamberti und Thomas Ceccon. Im Finale wurden Lorenzo Mora, Nicolò Martinenghi, Matteo Rivolta und Lorenzo Zazzeri Dritte hinter den Russen und dem US-Quartett. Noch erfolgreicher war die italienische 4-mal-100-Meter-Lagenstaffel. Thomas Ceccon, Nicolò Martinenghi, Alberto Razzetti und Lorenzo Zazzeri legten die zweitbeste Vorlaufzeit vor. Lorenzo Mora, Nicolò Martinenghi, Matteo Rivolta und Alessandro Miressi waren fast sechs Sekunden schneller als die Vorlaufstaffel und siegten mit einer Dreiviertelsekunde vor dem US-Team.

### 2022 und 2023
Im Juli 2022 bei den Mittelmeerspielen in Oran wurde Lorenzo Mora Dritter über 50 Meter Rücken, Zweiter über 100 Meter Rücken und gewann über 200 Meter Rücken. Die 4-mal-100-Meter-Lagenstaffel siegte mit Lorenzo Mora, Alessandro Pinzuti, Matteo Rivolta und Alessandro Bori. Im August wurden die Europameisterschaften in Rom ausgetragen. Mora war als Sechster über 200 Meter Rücken nur zweitbester Italiener hinter dem fünftplatzierten Matteo Restivo.
Ende 2022 bei den Kurzbahnweltmeisterschaften in Melbourne wurde Mora über 100 Meter Rücken Zweiter hinter Ryan Murphy aus den Vereinigten Staaten. Als Vierter über 50 Meter Rücken verpasste Mora die Bronzemedaille um sieben Hundertstelsekunden. Über 200 Meter Rücken siegte Ryan Murphy vor seinem Landsmann Shane Casas und Lorenzo Mora. Die 4-mal-50-Meter-Lagenstaffel mit Lorenzo Mora, Simone Cerasuolo, Thomas Ceccon und Alessandro Miressi schwamm die schnellste Vorlaufzeit. Im Finale unterboten Lorenzo Mora, Nicoló Martinenghi, Matteo Rivolta, Leonardo Deplano den Weltrekord aus dem Vorjahr, wobei nur Martinenghi bei beiden Weltrekorden dabei war. In der 4-mal-100-Meter-Lagenstaffel wurden im Endlauf Lorenzo Mora, Nicolò Martinenghi, Matteo Rivolta und Alessandro Miressi Dritte, im Vorlauf waren Thomas Ceccon, Simone Cerasuolo, Alberto Razzetti und Paolo Conte Bonin angetreten. In der 4-mal-50-Meter-Mixed-Lagenstaffel gewann das US-Quartett vor Lorenzo Mora, Nicolò Martinenghi, Silvia Di Pietro und Costanza Cocconcelli, im Vorlauf war Cerasuolo für Martinenghi auf der Brustlage geschwommen.
2023 bei den Weltmeisterschaften in Fukuoka erreichte Mora kein Finale. Sein bestes Ergebnis war der elfte Platz mit der 4-mal-100-Meter-Mixed-Lagenstaffel.
Bei den Kurzbahneuropameisterschaften 2023 in Otopeni siegte auf den beiden kurzen Rückendistanzen jeweils der Franzose Mewen Tomac. Auf beiden Strecken wurde Lorenzo Mora Dritter, wobei er über 50 Meter Rücken zeitgleich mit dem Schweizer Thierry Bollin und über 100 Meter Rücken zeitgleich mit dem Rumänen Andrei Ungur anschlug. Über 200 Meter Rücken siegte Mora mit einer Zehntelsekunde Vorsprung vor dem Briten Luke Greenbank. Die 4-mal-50-Meter-Lagenstaffel mit Lorenzo Mora, Nicolò Martinenghi, Thomas Ceccon und Lorenzo Zazzeri siegte vor den Briten. Im Vorlauf waren Federico Poggio und Giovanni Izzo dabei. Seine dritte Goldmedaille gewann Mora in Otopeni mit der 4-mal-50-Meter-Mixed-Lagenstaffel.